# Fullerton (Californie)
Pour les articles homonymes, voir Fullerton.
Fullerton est une municipalité américaine située dans le nord du comté d'Orange en Californie. Elle abrite l'un des campus de l'université d'État de Californie, ainsi que l'usine de la société G&L.

## Histoire
La localité est fondée en 1887 par George et Edward Amerige.

## Démographie
| 1910  | 1920  | 1930   | 1940   | 1950   | 1960   |
| ----- | ----- | ------ | ------ | ------ | ------ |
| 1 725 | 4 415 | 10 860 | 10 442 | 13 958 | 56 180 |

| 1970   | 1980    | 1990    | 2000    | 2010    | - |
| ------ | ------- | ------- | ------- | ------- | - |
| 85 987 | 102 246 | 114 144 | 126 003 | 135 161 | - |

## Jumelages
- Fukui (Japon)
- Morelia (Mexique)
- Yongin (Corée du Sud)
- Seongnam (Corée du Sud)
- Tollo (Italie)

## Personnalités liées à la commune
- Brian Asawa, chanteur lyrique, y est né le 1er octobre 1966.
- C. S. Forester, romancier britannique, y est décédé le 2 avril 1966.
- Gwen Stefani, chanteuse et styliste américaine, y est née le 3 octobre 1969.
- Jenna Haze, actrice pornographique américaine, y est née le 22 février 1982.
- Leo Fender y possédait ses ateliers où il conçut les instruments de marque Fender, Music Man et G&L.
- Nadya Suleman est née à Fullerton.
- Philip K. Dick y vivait au moment de sa révélation mystique. Il a fait don de ses manuscrits à la bibliothèque de l'université de Californie à Fullerton.
- Stephen Woodworth, auteur de science-fiction américain, y est né.
- Steven Seagal, acteur américain, y vivait avec ses parents, il fréquenta aussi l'université de Buena Park.
- Suzanne Crough, actrice américaine, y est née le 6 mars 1963.
- Kiara Fontanilla, footballeuse internationale philippine, y est née le 1er juillet 2000.

### Groupes et ensembles musicaux
- Cal State Fullerton’s University Singers[2], chœur de l'université d'État de Californie à Fullerton, dirigé par Robert Istad ;
- Cold War Kids, groupe de rock indépendant, en sont originaires.

## Galerie

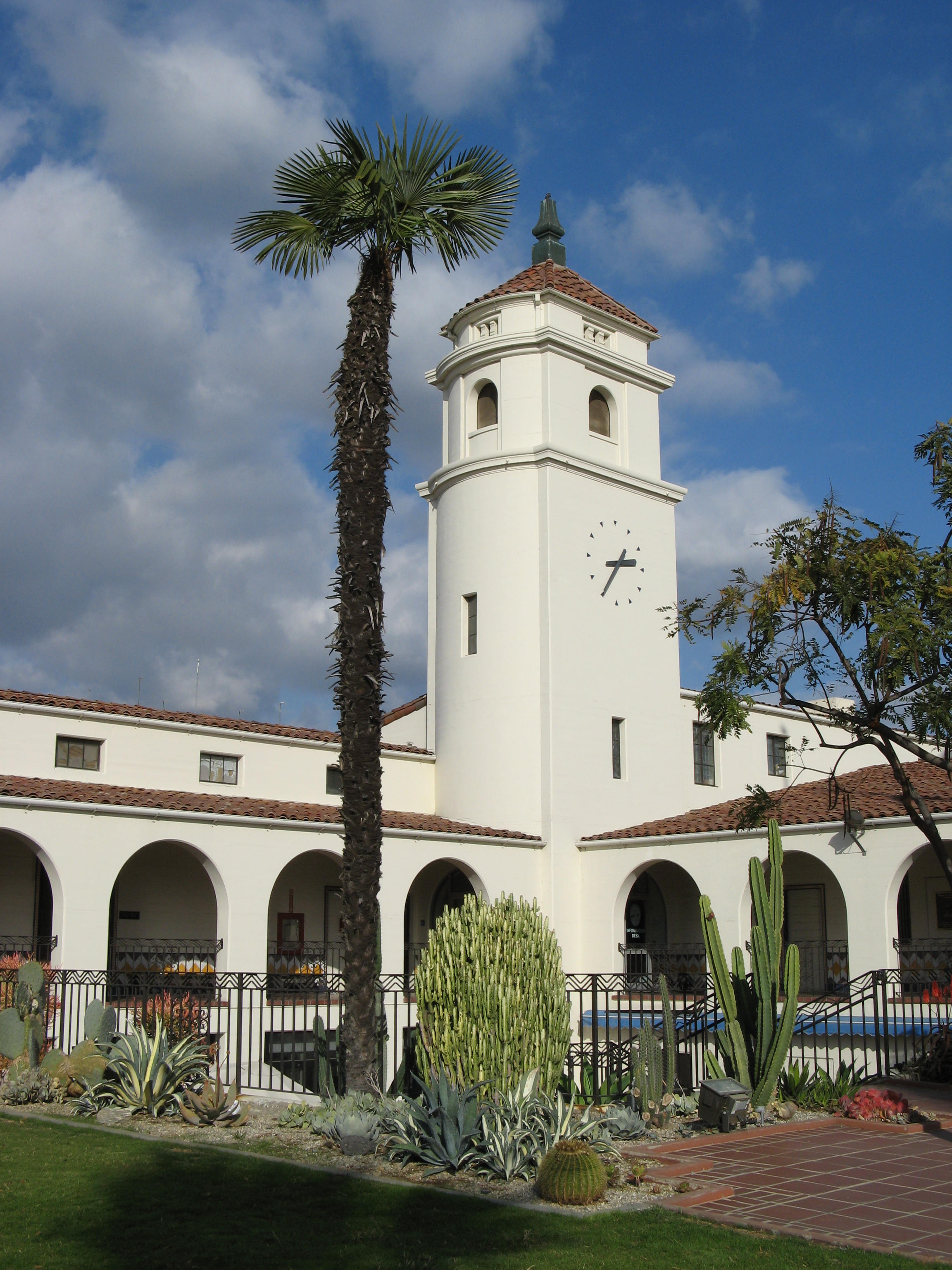
Poste de police de Fullerton.